# Novoveský potok (přítok Doubravy)
Novoveský potok (nazýván též jako Novodvorský) je levostranný přítok řeky Doubravy tekoucí v okrese Havlíčkův Brod v Kraji Vysočina. Délka jeho toku činí 5,9 km. Plocha povodí měří 11,8 km². Pramen toku se nachází na okraji lesa nedaleko Nového Dvora, kilometr od vesnice Klouzovy.

## Průběh toku
Potok pramení jihovýchodně od Klouzov, v blízkosti samoty Nový Dvůr, v nadmořské výšce okolo 515 m. Po celé své délce teče převážně severním směrem. Na horním toku protéká lesy, v nichž sbírá řadu přítoků. Po opuštění lesa napájí Nový rybník a po zhruba dalším půl kilometru vtéká do Nové Vsi u Chotěboře, kde vzdouvají jeho hladinu dva rybníky, které se nazývají Zámecký a Soldát. Po opuštění Nové Vsi se potok vine mezi poli k obci Víska, kterou protéká a u jejíhož severovýchodního okraje se vlévá zleva do řeky Doubravy na jejím 54,1 říčním kilometru v nadmořské výšce okolo 380 m.

### Geomorfologické členění
Povodí Novoveského potoka se nachází při rozhraní dvou geomorfologických podcelků v severovýchodní části Hornosázavské pahorkatiny, které jsou nazývány Havlíčkobrodská pahorkatina a Kutnohorská plošina.
Horní a část středního toku v jižní části povodí protéká severní částí Chotěbořské pahorkatiny, která je okrskem Havlíčkobrodské pahorkatiny. Střední a část dolního toku Novoveského potoka tvoří hranici mezi Chotěbořskou pahorkatinou na západě a Golčojeníkovskou pahorkatinou na východě, která je okrskem Kutnohorské plošiny. Dolní tok na severu povodí odvodňuje východní část Golčojeníkovské pahorkatiny.

### Větší přítoky
Největším přítokem Novoveského potoka je bezejmenný levostranný přítok na 4,3 říčním kilometru, který přitéká od Klouzov. Délka jeho toku činí 3,0 km.